# Ploceus melanocephalus

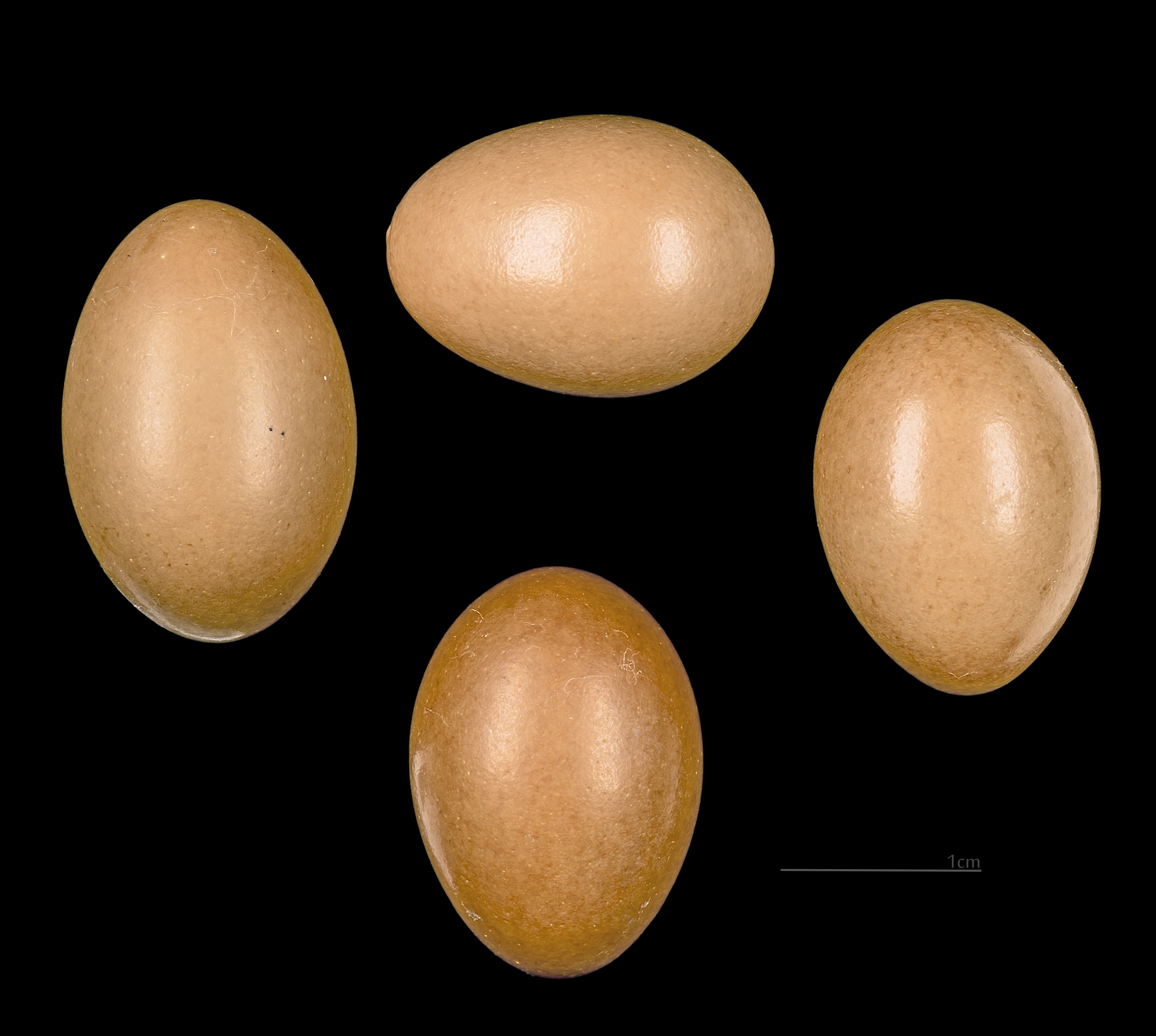
Ploceus melanocephalus

Ploceus melanocephalus là một loài chim trong họ Ploceidae.